# Paweł Kocięba-Żabski
Paweł Jakub Kocięba-Żabski (ur. 24 marca 1964 we Wrocławiu) – działacz wrocławskiej opozycji antykomunistycznej, dziennikarz i kolporter prasy podziemnej (m.in. „Tygodnika Mazowsze”; był też dziennikarzem i wydawcą „Gazety Akademickiej”), później polityk ROAD, Unii Demokratycznej, Unii Wolności i Platformy Obywatelskiej, dziennikarz, m.in. „Dziennika Dolnośląskiego” i dolnośląskiej mutacji „Gazety Wyborczej”, a także były radny miasta Wrocławia.

## Życiorys
Naturalny syn chirurga dra Żabskiego i pasierb znanego z transplantacji kończyn, również chirurga, twórcy i dyrektora Ośrodka Replantacji Kończyn w Trzebnicy, prof. Ryszarda Kocięby. Uczył się w XI liceum ogólnokształcącym, po maturze studiował historię na Uniwersytecie Wrocławskim, działał w studenckim samorządzie, uczestniczył w happeningach Pomarańczowej Alternatywy.

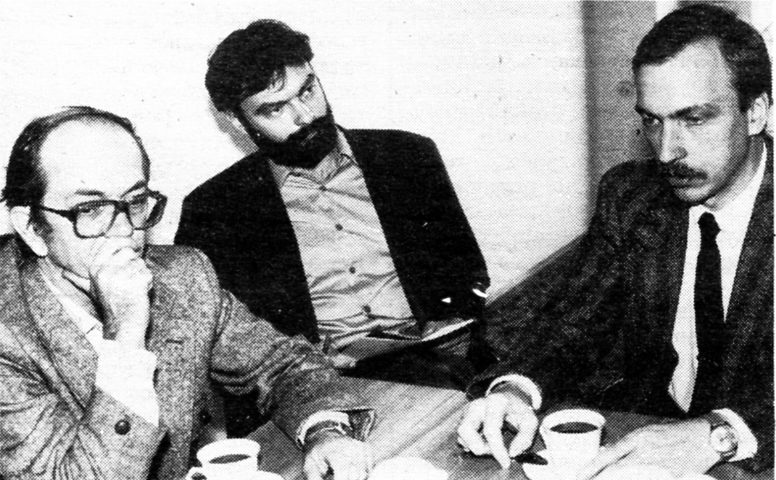
Paweł Kocięba (pośrodku) w redakcji „Dziennika Dolnośląskiego”

Po transformacji ustrojowej w 1989 nadal był aktywny w dziennikarstwie i w polityce na szczeblu regionalnym; startował – bez powodzenia – w wyborach do Sejmu, a także – skutecznie – do rady miasta Wrocławia wybrany (m.in. po roku 1998 brał udział w pracach Komisji Kultury i Nauki, Współpracy z Zagranicą i Promocji Wrocławia, był też członkiem Komisji Budżetu i Finansów oraz Komisji Rewizyjnej tej Rady), ostatnio jako radny z listy Platformy Obywatelskiej (był m.in. przewodniczącym Klubu Obywatelskiego). 
W 2005 roku złożył mandat członka Rady Miasta Wrocławia, uzasadniając swoją decyzję sytuacją zawodową zmuszającą go do częstych wielotygodniowych wyjazdów za granicę. W tym samym czasie przestał być członkiem Platformy Obywatelskiej. Wyprzedził w ten sposób decyzję władz PO, które zapowiedziały jego wykluczenie z partii po skazaniu go przez sąd za jazdę samochodem po pijanemu i proponowanie łapówki interweniującym policjantom.
Latem 2007 Paweł Kocięba-Żabski wraz z radnym miejskim Markiem Ignorem wzięli udział w bijatyce z interweniującymi policjantami, wezwanymi przez właścicielkę jednego z wrocławskich klubów, za co zostali zatrzymani w areszcie i potem oskarżeni o napaść na funkcjonariuszy publicznych. Rok później doszło do ugody z poszkodowanymi policjantami, dzięki czemu mogło dojść do umorzenia postępowania przed sądem.